# Franco Petri Burgersdijk
Franco Petri Burgersdijk, doopnaam Franck Pieterszoon Burgersdijk, (De Lier, 3 mei 1590 - Leiden, 19 februari 1635), was een Nederlands filosoof.

## Leven

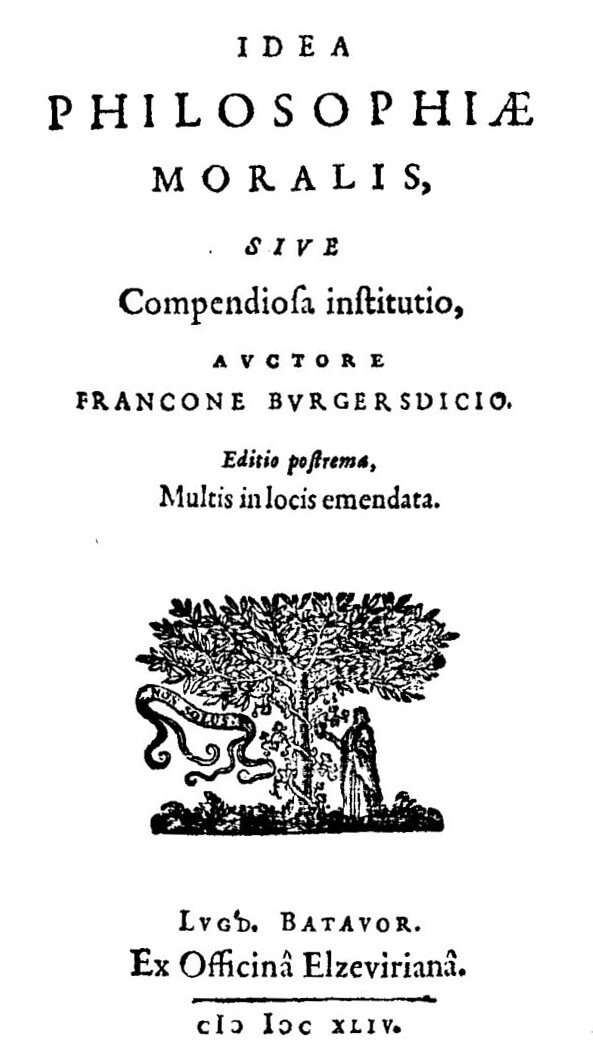
Idea philosophiae moralis, 1644

Burgersdijk studeerde in Leiden, onder andere bij Jacchaeus (Gilbert Jack). In 1610 ging hij naar de universiteit van Saumur, waar hij in 1614 hoogleraar filosofie werd. In 1620 werd hij benoemd tot buitengewoon hoogleraar redeneerkunde in Leiden aan de faculteit letteren. Datzelfde jaar kreeg hij een hoogleraarschap ethiek aan de faculteit godsgeleerdheid toebedeeld. Het jaar erop werd hem een gewoon hoogleraarschap ethiek en redeneerkunde aan de faculteit letteren toegekend. In 1628 werd hij gewoon hoogleraar aan de faculteit wiskunde en natuurwetenschappen. Uiteindelijk stierf Burgersdijk in februari 1635. Tijdens zijn loopbaan als hoogleraar is hij in de onderwijsperioden 1629-1631 en 1634-1635 rector magnificus geweest van de Universiteit Leiden.
Als hoogleraar in Leiden heeft hij grote invloed gehad op de studie wijsbegeerte, met name op het denken volgens de beginselen van Aristoteles.

## Werken
- Idea philosophiæ moralis, ex Aristotele maxima parte excerpta & methodice disposita. Lugduni Batavorum, 1623

## Over Burgersdijk
- Egbert P. Bos, Franco Burgersdijk (1590-1635). Neo-aristotelian in Leiden., Editions Rodopi 1993, ISBN 9051833741.